# The Vampire Diaries (boekenreeks)
The Vampire Diaries is een serie fantasy/horror-romans, geschreven door L.J. Smith. De serie draait om Elena Gilbert een middelbare scholier die tussen twee vampier-broers in komt te staan. De serie werd oorspronkelijk als trilogie uitgegeven in 1991. Een vierde deel kwam in 1992 na aandringen van fans.
In 1999 werden de boeken opnieuw uitgegeven en in 2007 is de gehele serie uitgegeven in twee omnibus-edities.
Na een pauze van enkele jaren kondigde schrijfster L.J. Smith in 1998 een spin-off trilogie aan: The Vampire Diaries: The Return, ditmaal met Damon Salvatore als protagonist. Het eerste deel in deze trilogie The Return: Nightfall kwam uit in februari 2009. De vervolgen hierop, The Return: Shadow Souls en The Return: Midnight kwamen uit in 2010 en 2011. Begin 2011 kondigde L.J. Smith opnieuw een trilogie aan: The Vampire Diaries: The Hunters.
In 2009 werden de boeken bewerkt voor een gelijknamige televisieserie die uitgezonden wordt op The CW Television Network.
In Nederland werd de serie uitgezonden door Net5.
In februari 2011 werd bekendgemaakt dat schrijfster L.J. Smith ontslagen was door de uitgeverij en de serie werd voortgezet door een ghostwriter. Midnight is het laatste boek in de serie dat door Smith geschreven is. Phantom bevat delen geschreven door Smith en een ghostwriter.

## Verhaallijn
De originele trilogie volgt Elena Gilbert, een zeventienjarige studente aan het Robert E. Lee College die bekend staat als een mannenverslinder. De eerste dag na de zomervakantie ontmoet zij Stefan Salvatore, een jongen die na enige tijd een vampier blijkt te zijn. In het eerste boek beginnen Elena en Stefan een relatie, die door de boeken heen grotendeels aanhoudt, al heeft Elena meer dan eens een "affaire" met Stefan's broer, Damon Salvatore.
Elena verandert in een vampier en komt uiteindelijk te overlijden, maar dit werd na aandringen van fans teruggedraaid in het vierde boek. In de tweede trilogie, The Return, heeft Elena als gevolg van haar tijd als geest engelenkrachten, al blijkt later in de boekenreeks dat zij deze al eerder had, omdat haar moeder een van De Wachters is.
In de derde trilogie, The Hunters, verlaten Elena en haar vrienden het plaatsje Fell's Church om in de buurt naar de universiteit (college) te gaan.
Stefan's Diaries zijn Tie-Ins van de tv-serie en volgen dan ook Stefan's leven voordat hij naar Mystic Falls (de tv-versie van Fell's Church) terugkeerde en Elena ontmoette. Deze boeken sluiten niet aan bij de originele boekenreeks.

## Boeken
De oorspronkelijke trilogie:
1. The Awakening (1991)
2. The Struggle (1991)
3. The Fury (1991)
Het vierde deel:
4. Dark Reunion (1992)
De tweede trilogie, The Vampire Diaries: The Return:
5. Nightfall (2009)
6. Shadow Souls (2010)
7. Midnight (2011)
De derde trilogie, The Vampire Diaries: The Hunters :
8. Phantom (2011)
9. Moonsong (2012)
10.Destiny rising (2012)
De vierde trilogie, The Vampire Diaries: The Salvation:
11. Unseen (2013)
12. Unspoken (2013)
13: Unmasked (2014)
Er is ook nog een spin-offserie rond het personage van Stefan en zijn avonturen voordat hij Elena tegenkwam: The Vampire Diaries: Stefan's Diaries. De verhalen zijn echter niet door L.J Smith geschreven maar door de schrijvers van de gelijknamige tv-serie:
1. The Vampire Diaries. Stefan's Diaries: Origins (2010)
2. The Vampire Diaries. Stefan's Diaries: Bloodlust (2011)
3. The Vampire Diaries. Stefan's Diaries: The Craving (2011)
4. The Vampire Diaries. Stefan's Diaries: The Ripper (2011)
5. The Vampire Diaries. Stefan's Diaries: The Asylum (2012)
6. The Vampire Diaries. Stefan's Diaries: The Compelled (2012)
In het Nederlands:
- Oorspronkelijke serie
1. & 2. The Vampire Diaries: Ontwaken & de Strijd (5 juni 2010)
3. & 4. The Vampire Diaries: Razernij & Duister Weerzien (15 oktober 2010)
5. The Vampire Diaries: De Terugkeer: Duisternis (12 mei 2011)
6. The Vampire Diaries: De Terugkeer: Schaduwzielen (11 november 2011)
7. The Vampire Diaries: De Terugkeer: Middernacht (3 mei 2012)
8. The Vampire Diaries: De Jagers: Fantoom (1 augustus 2012)
9. The Vampire Diaries: De Jagers: Maanlied (27 januari 2013)
10. The Vampire Diaries: De Jagers: Bestemming (15 april 2013)
- Stefans dagboeken
1. & 2. Stefans dagboeken: Oorsprong & Bloeddorst (25 september 2013)
3. & 4. Stefans dagboeken: Begeerte & Moordlust (15 januari 2014)
5. & 6. Stefans dagboeken: Toevlucht & Gedwongen (22 april 2014)

## Controversies
- De originele auteur, L.J. Smith, werd in 2011 ontslagen en het schrijven van de boeken werd overgenomen door een ghostwriter, tot grote woede van fans;
- Meredith Sulez, een Person of Colour personage en een van de hoofdpersonages in de boeken, werd weggelaten uit de eerste paar seizoenen van de show en kwam later enkel langs als achtergrondpersonage;
- Meredith heeft in de boeken een relatie met een leraar;
- In de originele trilogie vraagt Stefan aan Elena om met hem te trouwen. Dit werd later nooit doorgezet, daar Elena slechts zeventien was in de originele trilogie.